# ورباي عليا
ورباي عليا هي قرية في مقاطعة نائين، إيران. يقدر عدد سكانها بـ 109 نسمة بحسب إحصاء 2016.